# Yuya Hashiuchi
Yuya Hashiuchi (橋内 優也 Hashiuchi Yūya?, nacido el 13 de julio de 1987 en Rittō, Shiga) es un futbolista japonés que se desempeña como defensa.

## Trayectoria

### Clubes
| Club                | País  | Año         |
| ------------------- | ----- | ----------- |
| Sanfrecce Hiroshima | Japón | 2006 - 2009 |
| Gainare Tottori     | Japón | 2009        |
| Tokushima Vortis    | Japón | 2010 - 2016 |
| Matsumoto Yamaga FC | Japón | 2017 -      |

## Estadística de carrera

### J. League
| Club                | Año   | J. League | J. League | Copa J. League | Copa J. League | Total | Total |
| Club                | Año   | Part.     | Goles     | Part.          | Goles          | Part. | Goles |
| ------------------- | ----- | --------- | --------- | -------------- | -------------- | ----- | ----- |
| Sanfrecce Hiroshima | 2006  | 1         | 0         | 2              | 0              | 3     | 0     |
| Sanfrecce Hiroshima | 2007  | 0         | 0         | 0              | 0              | 0     | 0     |
| Sanfrecce Hiroshima | 2008  | 2         | 0         | -              | -              | 2     | 0     |
| Sanfrecce Hiroshima | 2009  | 1         | 0         | 1              | 1              | 2     | 1     |
| Tokushima Vortis    | 2010  | 6         | 0         | -              | -              | 6     | 0     |
| Tokushima Vortis    | 2011  | 11        | 0         | -              | -              | 11    | 0     |
| Tokushima Vortis    | 2012  | 25        | 3         | -              | -              | 25    | 3     |
| Tokushima Vortis    | 2013  | 13        | 1         | -              | -              | 13    | 1     |
| Tokushima Vortis    | 2014  | 23        | 2         | 1              | 0              | 24    | 2     |
| Tokushima Vortis    | 2015  | 17        | 1         | -              | -              | 17    | 1     |
| Tokushima Vortis    | 2016  | 29        | 1         | -              | -              | 29    | 1     |
| Matsumoto Yamaga FC | 2017  | 41        | 1         | -              | -              | 41    | 1     |
| Total               | Total | 169       | 9         | 4              | 1              | 173   | 10    |